# Тупак Амару
Ту́пак Ама́ру (кечуа Thupaq Amaru, исп. Túpac Amaru, 14 апреля 1545 — 24 сентября 1572), последний правитель Инка, народа Перу. Сын Манко Инки, был жрецом и хранителем тела своего отца. С его гибелью пришёл конец и «Новоинкскому государству» в Вилькабамбе.

## Приход к власти
После того, как его брат, Сапа Инка Титу Куси, умер в 1571 году, Тупак Амару стал правителем империи инков. В народе инков распространились слухи, что испанские священники, которых Титу Куси принимал в Вилькабамбе, отравили его. Священники были схвачены и казнены, приграничные территории между Перу и испанскими владениями были заняты инками. К этому времени испанцы ещё не знали о смерти предыдущего Сапа Инка и послали двух послов для проведения переговоров. Один из послов не решился дойти до Вилькабамбы, а второй был убит одним из командиров инков.
Используя как повод к войне то, что инки «нарушили закон, соблюдаемый всеми народами мира о безопасности послов», новый вице-король, Франсиско де Толедо граф Оропеса, решил атаковать инков и захватить Вилькабамбу. Он объявил войну 14 апреля 1572 года. В течение двух недель небольшая группа испанских солдат захватила ключевой мост на границе, и это стало началом вторжения.

## Решающая битва с Испанией
1 июня начались первые боевые действия в долине Вилькабамба. Несмотря на то, что инки были гораздо хуже вооружены, они были настроены на победу. Инки атаковали первыми. Раз за разом они пытались снять осаду испанцев и их союзников, но были вынуждены отступить. 23 июня форт Уайана Пукара загорелся в результате артиллерийского обстрела. Армия инков вынуждена была оставить последний город и отступить в джунгли. 24 июня испанцы вошли в Вилькабамбу, но обнаружили её опустошённой. Тело Сапа Инка исчезло. Город был полностью разрушен, а империя инков официально перестала существовать.
За день до этого Тупак Амару с сотней воинов ушёл на запад в джунгли. Его группа, состоящая из военачальников и членов семьи, разделилась на более мелкие с целью избежать захвата. Три группы испанских солдат преследовали их. Одна из групп захватила Тупак Амару  и жену Титу Куси (маму Тупак Амару). Вторая группа вернулась с военнопленными, а также захватила золото, серебро, драгоценные камни. Третья группа взяла в плен двух братьев Тупака Амару, других членов семей и нескольких военачальников. Тело Сапа Инка, которое хранил его главнокомандующий, осталось на свободе.

## Рейд из Вилькабамбы
Испанцы сформировали отряд из 40 лучших солдат для поисков Тупака Амару. Они прошли реку Масауай и через 170 миль обнаружили склад инков с большим количеством золота и столовых приборов для сервировки императорского стола. Испанцы захватили группу индейцев Чунко, которые сообщили о том, что видели Сапа Инку. Испанцы узнали, что Тупак Амару спустился по реке на лодке в местность под названием Момори. Испанцы связали плоты и последовали за ним.
В Момори они обнаружили, что Тупак Амару ушёл дальше. Испанцы воспользовались помощью местных индейцев, которые указали им путь и сообщили, что Тупак Амару задержался в их краях из-за родов жены. Пройдя 50 миль, преследователи увидели огонь костра. Они обнаружили тело Сапу Инка, Тупака Амару и его жену у этого костра. Испанцы гарантировали безопасность Тупаку Амару и его жене. Тупак Амару был арестован. Пленники были проведены к руинам Вилькабамбы, а оттуда были доставлены в Куско вместе с остальными захваченными индейцами 21 сентября. Победители захватили также мумифицированное тело Сапа Инки (он же Манко Капака II, он же Титу Куси Юпанки), золотую статую Пунчао, а также другие реликвии, в том числе остатки сердца Сапа Инка. Впоследствии, для того, чтобы не было возможности подтвердить или опровергнуть факт отравления Сапа Инка, они были уничтожены.

## Казнь
Священники предприняли попытку обратить Тупака Амару в христианство, но эти предложения были отклонены. Над пятью пленными военачальниками инков прошёл суд, и они были приговорены к виселице. Тела тех из них, кто умер ранее от пыток, были также повешены. Процесс над Сапа Инкой начался несколькими днями позже. Тупак Амару был обвинён в убийстве священников в Вилькабамбе, к которому скорее всего не имел отношения. Тупак Амару был приговорён к смертной казни. Многочисленные источники свидетельствуют, что многие католические священники, верившие в невиновность Тупака Амару, напрасно просили, стоя на коленях, отменить казнь, говоря, что Инка был послан Испании для процесса, но не для казни.
Существует точка зрения, что исполнение несправедливого приговора над Тупаком Амару в 1572 стало большим пятном на репутации вице-короля Толедо. Есть и противоположные позиции — что Тупак Амару принимал участие в восстании и что Франциско де Толедо предпринимал попытки мирного решения разногласий, что трое его послов к инкам были убиты, и что Тупак Амару впоследствии руководил войсками, сопротивляясь колониальной армии. Король Испании Филипп II отнёсся к казни с осуждением.
Очевидцы сообщали, что видели в день казни Сапа Инка верхом на муле с руками, связанными за спиной, и петлёй на шее. Другие рассказывали, что собралась большая толпа, и Сапа Инка охраняли сотни человек, вооружённых копьями. Перед главным собором на центральной площади Куско был установлен драпированный чёрной материей эшафот. Источники называют от 10 000 до 15 000 человек, присутствовавших на казни. Тупак Амару взошёл на эшафот, сопровождаемый епископом Куско. Очевидцы сообщали: «множество индейцев, которые заполнили площадь, наблюдали это грустное зрелище [и знали, что] их правитель и Инка должен умереть, они взывали к небесам, всё заглушали их крики и плачи».
По сообщениям Балтазара де Окампа и монаха-доминиканца из Куско Габриэля де Овьедо, они оба были очевидцами того, как Сапа Инка поднял руки, чтобы толпа замолчала, и произнёс: «Мать Земля, будь свидетелем, как враги проливают мою кровь» (Ccollanan Pachacamac ricuy auccacunac yahuarniy hichascancuta).

## Последствия
В Куско в 1589 году дон Манцио Серра де Легуисамо — последний оставшихся в живых из первых завоевателей Перу — писал о правителях инков следующее:
Мы обнаружили эти государства в очень хорошем состоянии, и упомянутые Инка управляли ими так мудро, что среди них не было ни воров, ни порочных мужчин, ни неверных жен, ни распутных женщин, ни безнравственных людей. У мужчин были честные и полезные профессии. Земли, леса, шахты, пастбища, дома и все продукты труда были распределены таким образом, что каждый знал свою собственность, и ни один человек не претендовал на неё и не пытался захватить её, местные законы не поощряли это… причина, которая обязывает меня об этом писать — очищение моей совести, поскольку я чувствую себя виновным. Мы уничтожили всё это своим плохим примером — уничтожили народ, который имел такое правительство и был счастливой нацией. Они не знали преступлений или казней, как мужчины, так и женщины; индеец, имеющий на 100 000 песо золота или серебра в своем доме, мог оставить его открытым, оставив маленькую палочку напротив двери, которая говорила о том, что он был хозяином этого имущества. Если он сделал это, по их традиции, никто ничего не мог взять там. Когда они увидели, что мы вешаем на двери замки и закрываем их на ключ, они решили, что мы боимся, что они могут убить нас, но они не верили, что кто-нибудь может украсть имущество другого. Когда они обнаружили воров среди нас и людей, которые пытались соблазнить их дочерей, они стали презирать нас.

## Потомки
Захват Перу продолжался около сорока лет, с момента казни императора Атауальпы до момента казни его племянника. Испанские вице-короли выслали всех потомков династии правителей инков. Несколько десятков их, включая трёхлетнего сына Тупака Амару, выслали в Мексику, Чили, Панаму и другие колонии. Некоторые из них вернулись, и прапраправнук Тупака Амару, Тупак Амару II, возглавил восстание индейцев против испанского присутствия в Перу в 1780.